# Poslední metro
Poslední metro (v originále Le Dernier Métro) je francouzský hraný film z roku 1980, který režíroval François Truffaut podle vlastního scénáře. Film popisuje osudy zaměstnanců pařížského divadla během druhé světové války. Snímek získal několik filmových cen César.

## Děj
Po okupaci Paříže v roce 1940 je Lucas Steiner, majitel divadla Montmartre, nucen se kvůli svému židovskému původu skrývat. Všichni jsou přesvědčeni, že uprchl do svobodné zóny, ale skrývá se ve sklepě divadla. Vedení divadla se ujme jeho žena Marion, která zkouší novou hru podle manželových poznámek. Hraje v ní hlavní ženskou roli a jejím partnerem se stane Bernard Granger, který přešel z jiného divadla. Scénář je schválen úřadem propagandy a začíná kolo zkoušek. Lucas poslouchá ze sklepa herce a připravuje pro Marion režijní poznámky. Ta se mezitím snaží získat kontakty na převaděče, aby se Lucas dostal přes demarkační linii do svobodné zóny a poté do Španělska. Divadlo navštěvuje divadelní kritik Daxiat, který kolaboruje s nacisty. Při premiéře má hra úspěch, nicméně Daxiat zhodnotí její ztvárnění jako příliš židovské. Protože Němci ovládli i svobodnou zónu, musí Lucas zůstat ve sklepě. Bernard Granger oznámí Marion, že odchází k francouzskému odboji. Při loučení oba zjistí, že se mezi nimi vytvořilo citové pouto. Lucas zůstane ukrytý ve sklepě až do osvobození Paříže roku 1944. Po válce se do divadla vrátí Bernard, který nastuduje s Marion novou hru.

## Obsazení
| Catherine Deneuve  | Marion Steiner    |
| Gérard Depardieu   | Bernard Granger   |
| Heinz Bennent      | Lucas Steiner     |
| Jean Poiret        | Jean-Loup Cottin  |
| Andréa Ferréol     | Arlette Guillaume |
| Paulette Dubost    | Germaine Fabre    |
| Sabine Haudepin    | Nadine Marsac     |
| Jean-Louis Richard | Daxiat            |
| Maurice Risch      | Raymond Boursier  |
| Jean-Pierre Klein  | odbojář           |
| Alain Tasma        | Marc              |

## Ocenění
Film byl oceněn celkem deseti cenami César v kategoriích nejlepší film, nejlepší režie (François Truffaut), nejlepší scénář (François Truffaut a Suzanne Schiffman), nejlepší herec (Gérard Depardieu), nejlepší herečka (Catherine Deneuve), nejlepší hudba (Georges Delerue), nejlepší výprava (Jean-Pierre Kohut-Svelko), nejlepší kamera (Néstor Almendros), nejlepší zvuk (Michel Laurent) a nejlepší střih (Martine Barraqué).
Dále byl nominován v kategoriích nejlepší herec ve vedlejší roli (Heinz Bennent) a nejlepší herečka ve vedlejší roli (Andréa Ferréol).